# 24-Stunden-Rennen von Le Mans 2004

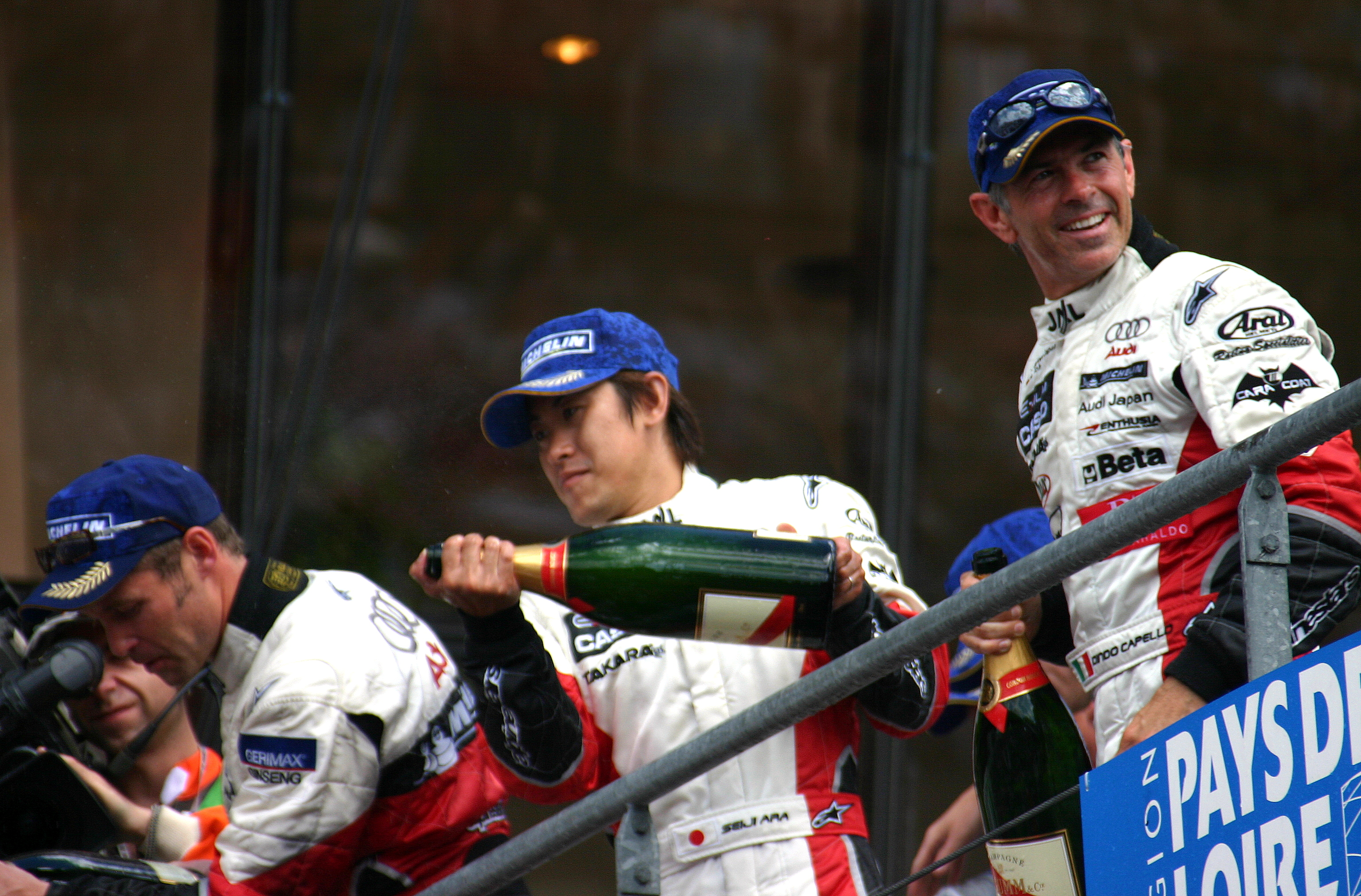
Die Rennsieger Tom Kristensen, Seiji Ara und Rinaldo Capello am Siegerpodest

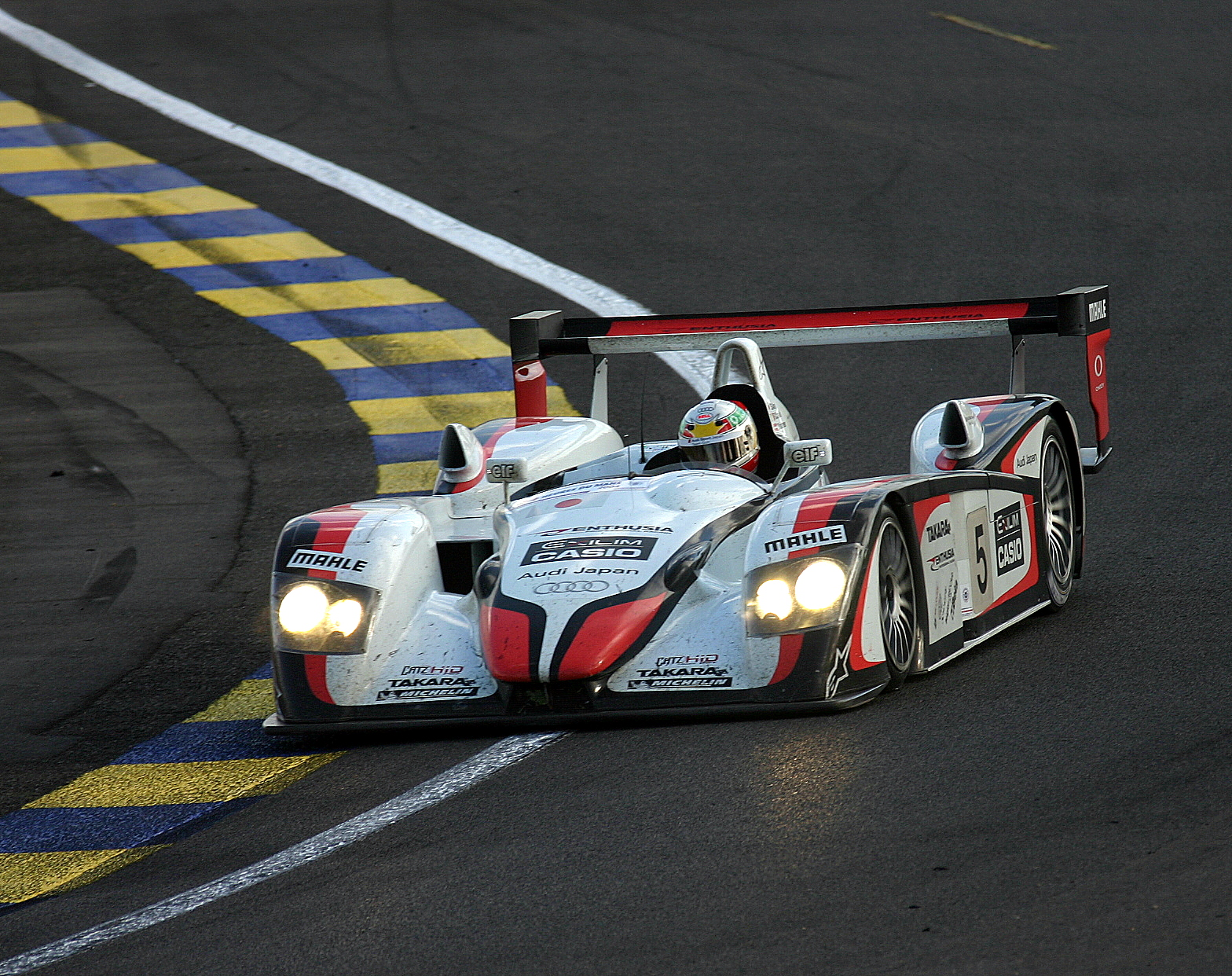
Audi R8 des Teams Goh; Siegerwagen von Seiji Ara, Rinaldo Capello und Tom Kristensen

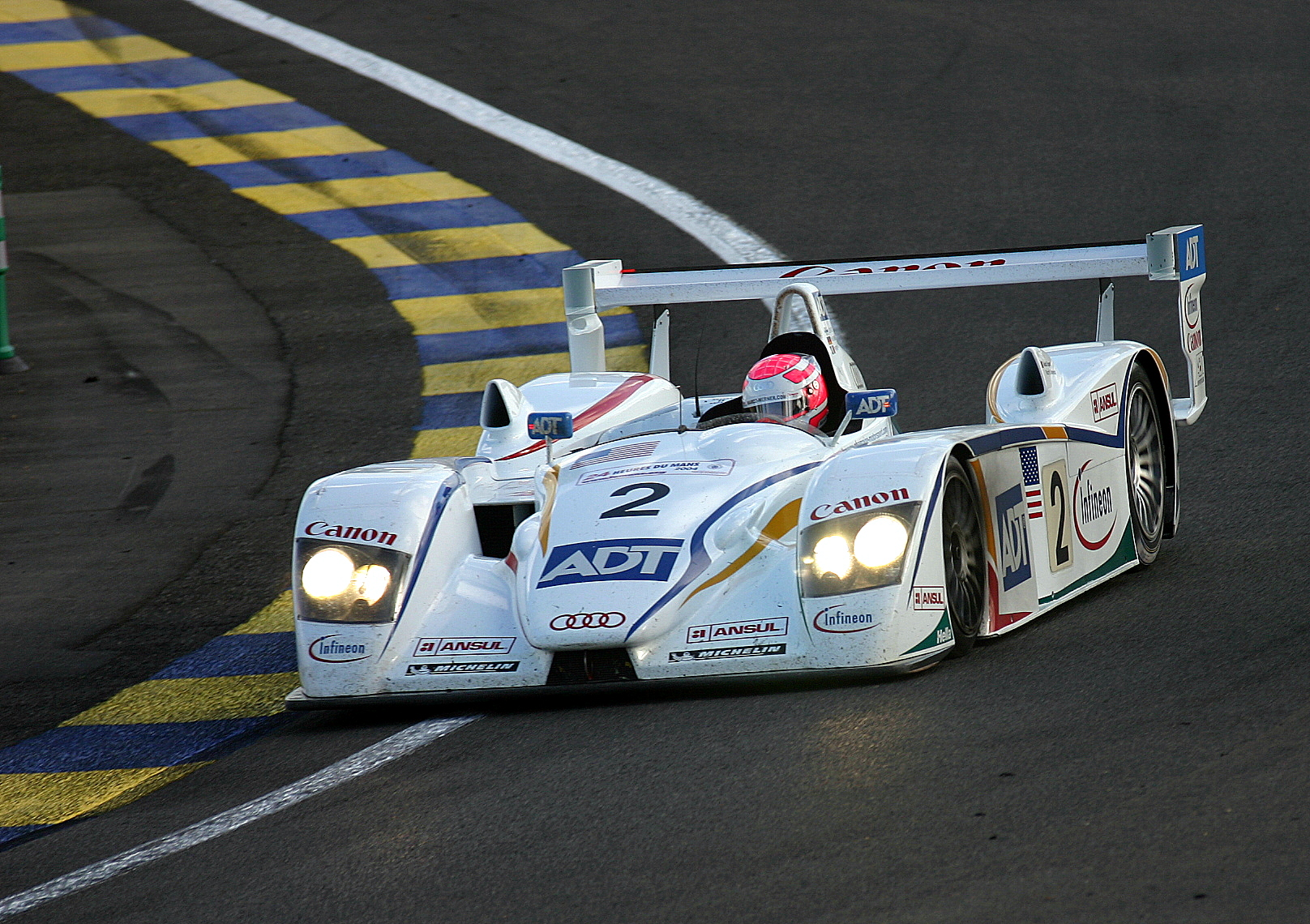
Der drittplatzierte Audi des ADT-Champion-Racing-Teams mit der Startnummer 2

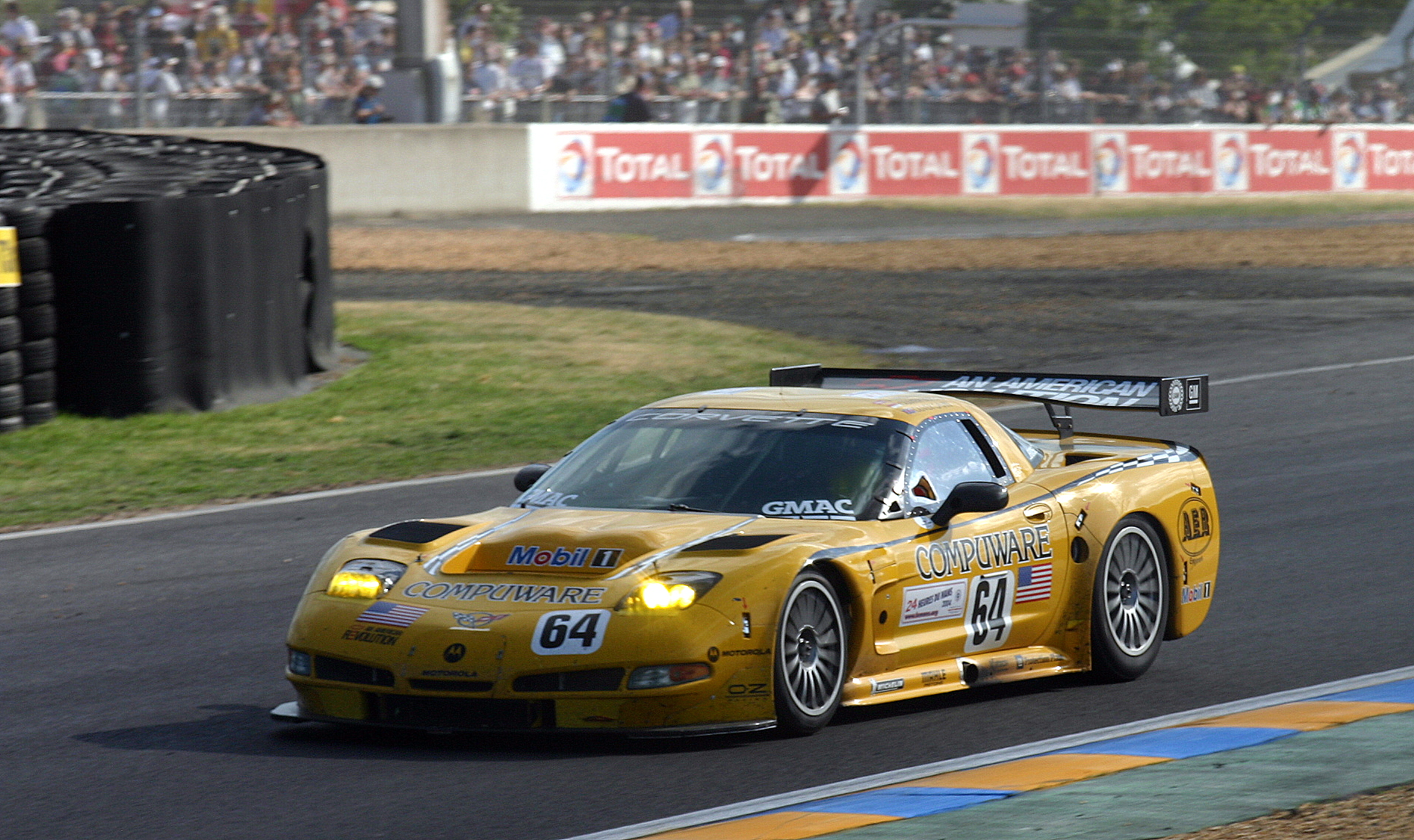
Chevrolet Corvette C5-R von Oliver Gavin, Olivier Beretta und Jan Magnussen; sechster Rang im Gesamtklassement und Sieg in der GTS-Klasse

Das 72.  24-Stunden-Rennen von Le Mans, der 72e Grand Prix d’Endurance les 24 Heures du Mans, auch 24 Heures du Mans, Le Mans, fand vom 12. bis 13. Juni 2004 auf dem Circuit des 24 Heures statt.

## Das Rennen
Nach dem dritten Sieg in Folge 2002 hatte der Vorstand der Audi AG entschieden, sich in Le Mans mit Audi R8 in Le Mans nicht mehr werkseitig zu beteiligen. Das führte zum vorläufigen Ende der Renneinsätze von Joest Racing, der deutschen Rennmannschaft die die Werkswagen in Le Mans betreute. 2003 unterstützten die Joest-Techniker Bentley beim Doppelsieg. Auch 2004 war kein Joest-Wagen an der Sarthe gemeldet. Das Rennen sollte von den R8 der Privatteams bestritten werden. Ganz ohne Beteiligung der Motorsportler um Reinhold Joest ging das Rennen dennoch nicht vonstatten. Joest's Technischer Direktor Ralph Jüttner arbeitete 2004 für das japanische Audi Sport Japan Team Goh. Die Japaner verpflichteten auch den inzwischen fünffachen Gesamtsieger Tom Kristensen, der seit 2000 viermal in Folge bei diesem 24-Stunden-Rennen erfolgreich geblieben war und dessen vorjährigen Teamkollegen Rinaldo Capello. Stammfahrer bei Goh war der Japaner Seiji Ara der schon in den letzten beiden Jahren den Audi-Prototypen gefahren hatte.
Zwei Fahrzeuge meldete Audi Sport UK. Gefahren wurden die Fahrzeuge von den vier Briten Jamie Davies, Johnny Herbert, Guy Smith und Allan McNish sowie den beiden Deutschen Frank Biela und Pierre Kaffer. Der vierte Audi war der Wagen des US-amerikanischen Champion-Racing-Teams, der in der American Le Mans Series lief und in Le Mans von JJ Lehto, Marco Werner und Emanuele Pirro pilotiert wurde.
Frankreich wurde durch das Team von Henri Pescarolo vertreten. Der 62-jährige Pariser hatte als Fahrer das Rennen viermal gewonnen. Mit 33 Teilnahmen zwischen 1966 und 1999 war er deutlicher Rekordstarter. Pescarolo war seit einigen Jahren Besitzer eines Rennteams und meldete zwei Pescarolo C60. Der C60 basierte auf dem Courage C60, der bei Pescarolo seit 2001 als Einsatzwagen in Le Mans und in der Le Mans Series im Einsatz war. Als 2003 beim französischen Team entschieden wurde, die Rennfahrzeuge in Hinkunft unter eigenem Namen laufen zu lassen, verwarf man die Idee einer Eigenentwicklung und begann die C60-Chassis zu adaptieren. Allerdings war dies mit einigen Schwierigkeiten verbunden. Das Reglement, das der Automobile Club de l’Ouest für das Langstreckenrennen von Le Mans festschreibt, sieht vor, dass ein Fahrzeug nur dann im Namen des gemeldeten Teams starten darf, wenn das Chassis vollständig von diesem gebaut wurde, ein Umstand, der auf die gewählte Variante nicht zutraf. Allerdings gelang es Teamchef Henri Pescarolo die Offiziellen zu einer Ausnahme zu bewegen und er erhielt eine Starterlaubnis.
Als Cheftechniker wurde der ehemalige Rennfahrer und bekannte Rennwagenkonstrukteur André de Cortanze verpflichtet, der eine lange Erfahrung als Entwickler von Prototypen hatte. Er hatte so bekannte Rennwagen wie den Peugeot 905 und den Toyota GT-One konstruiert. De Cortanze ließ das CfK-Chassis umbauen und konstruierte ein neues Heck und Heckflügel. Die bisherigen V6-Turbomotoren von Peugeot wurden durch neue 5-Liter-V10-Saugmotoren von Judd ersetzt. Gefahren wurden die beiden Boliden ausschließlich von Franzosen: Soheil Ayari, Érik Comas, Benoît Tréluyer, Sébastien Bourdais, Nicolas Minassian und Emmanuel Collard. Jan Lammers verpflichtete zwei Formel-1-Piloten der Formel-1-Saison 2003. Justin Wilson und Ralph Firman für einen der zwei Dome S101. Partner im Fahrzeug mit der Startnummer 16 war Tom Coronel. Lammers selbst ging gemeinsam mit Chris Dyson und Katsutomo Kaneishi ins Rennen.
Überraschung im Qualifikationstraining war der Zytek 04S, mit dem David Brabham eine Zeit von 3:33.923 Minuten erzielte. Damit war er nur knapp eine Sekunde langsamer als Pole Setter Johnny Herbert.
Das Rennen hatte Besonderheiten zu bieten. Der Nasamax DM139 hatte einen Judd GV5 5.0L V10-Motor der mit Bioethanol betrieben wurde. Die britische Taurus-Mannschaft rüstete ihren Lola B2K/10 mit einem 5-Liter-Caterpillar-Dieselmotor aus.
Bis zum Fallen der Zielflagge duellierten sich das Audi Sport Japan Team Goh und Audi Sport UK Team Veloqx um den Sieg. Nach 24 Stunden trennte das siegreiche japanische Team 41 Sekunden von der Veloqx-Mannschaft. Für Tom Kristensen war es der fünfte Gesamtsieg in Folge; der sechste insgesamt. Damit zog er mit dem bisherigen Rekordsieger Jacky Ickx gleich, der ebenfalls sechs Gesamtsiege feiern konnte.

## Ergebnisse

### Piloten nach Nationen
| 36 Briten      | 33 Franzosen  | 15 US-Amerikaner | 10 Japaner   | 8 Deutsche     |
| 8 Niederländer | 6 Dänen       | 6 Italiener      | 4 Schweizer  | 3 Kanadier     |
| 3 Neuseeländer | 2 Brasilianer | 2 Russen         | 1 Australier | 1 Belgier      |
| 1 Finne        | 1 Monegasse   | 1 Portugiese     | 1 Schwede    | 1 Südafrikaner |
| 1 Tscheche     |               |                  |              |                |

### Schlussklassement
| Pos.            | Klasse | Nr. | Team                           | Fahrer                                                | Chassis                   | Motor                          | Reifen | Runden |
| --------------- | ------ | --- | ------------------------------ | ----------------------------------------------------- | ------------------------- | ------------------------------ | ------ | ------ |
| 1               | LMP1   | 5   | Audi Sport Japan Team Goh      | Seiji Ara Rinaldo Capello Tom Kristensen              | Audi R8                   | Audi 3.6L Turbo V8             | M      | 379    |
| 2               | LMP1   | 88  | Audi Sport UK Team Veloqx      | Jamie Davies Johnny Herbert Guy Smith                 | Audi R8                   | Audi 3.6L Turbo V8             | M      | 379    |
| 3               | LMP1   | 2   | ADT Champion Racing            | JJ Lehto Marco Werner Emanuele Pirro                  | Audi R8                   | Audi 3.6L Turbo V8             | M      | 368    |
| 4               | LMP1   | 18  | Pescarolo Sport                | Soheil Ayari Érik Comas Benoît Tréluyer               | Pescarolo C60             | Judd GV5 5.0L V10              | M      | 361    |
| 5               | LMP1   | 8   | Audi Sport UK Team Veloqx      | Allan McNish Frank Biela Pierre Kaffer                | Audi R8                   | Audi 3.6L Turbo V8             | M      | 350    |
| 6               | GTS    | 64  | Corvette Racing                | Oliver Gavin Olivier Beretta Jan Magnussen            | Chevrolet Corvette C5-R   | Chevrolet 7.0L V8              | M      | 345    |
| 7               | LMP1   | 15  | Racing for Holland             | Jan Lammers Chris Dyson Katsutomo Kaneishi            | Dome S101                 | Judd GV4 4.0L V10              | D      | 341    |
| 8               | GTS    | 63  | Corvette Racing                | Ron Fellows Massimiliano Papis Johnny O’Connell       | Chevrolet Corvette C5-R   | Chevrolet 7.0L V8              | M      | 334    |
| 9               | GTS    | 65  | Prodrive Racing                | Darren Turner Colin McRae Rickard Rydell              | Ferrari 550 GTS Maranello | Ferrari F133 5.9L V12          | M      | 329    |
| 10              | GT     | 90  | White Lightning Racing         | Jörg Bergmeister Patrick Long Sascha Maassen          | Porsche 911 GT3-RS        | Porsche 3.6L Flat-6            | M      | 327    |
| 11              | GTS    | 66  | Prodrive Racing                | Alain Menu Peter Kox Tomáš Enge                       | Ferrari 550 GTS Maranello | Ferrari F133 5.9L V12          | M      | 325    |
| 12              | GT     | 77  | ChoroQ Racing Team             | Haruki Kurosawa Kazuyuki Nishizawa Manabu Orido       | Porsche 911 GT3 RSR       | Porsche 3.6L Flat-6            | Y      | 322    |
| 13              | GT     | 85  | Freisinger Motorsport          | Stéphane Ortelli Ralf Kelleners Romain Dumas          | Porsche 911 GT3 RSR       | Porsche 3.6L Flat-6            | D      | 321    |
| 14              | GTS    | 69  | Larbre Compétition             | Christophe Bouchut Patrice Goueslard Olivier Dupard   | Ferrari 550 GTS Maranello | Ferrari F133 5.9L V12          | M      | 317    |
| 15              | GT     | 84  | Seikel Motorsport              | Tony Burgess Philip Collin Andrew Bagnall             | Porsche 911 GT3 RS        | Porsche 3.6L Flat-6            | Y      | 317    |
| 16              | GT     | 72  | Luc Alphand Aventures          | Luc Alphand Christian Lavieille Philippe Alméras      | Porsche 911 GT3 RS        | Porsche 3.6L Flat-6            | M      | 316    |
| 17              | LMP1   | 14  | Team Nasamax                   | Robbie Stirling Werner Lupberger Kevin McGarrity      | Nasamax DM139             | Judd GV5 5.0L V10 Bioethanol   | D      | 316    |
| 18              | GT     | 81  | The Racer's Group              | Lars-Erik Nielsen Ian Donaldson Gregor Fisken         | Porsche 911 GT3 RSR       | Porsche 3.6L Flat-6            | M      | 314    |
| 19              | GT     | 92  | Cirtek Motorsport              | Frank Mountain Hans Hugenholtz Junior Rob Wilson      | Ferrari 360 Modena GTC    | Ferrari F131 3.6L V8           | D      | 311    |
| 20              | LMP1   | 4   | Taurus Sports Racing           | Christian Vann Benjamin Leuenberger Didier André      | Lola B2K/10               | Judd GV4 4.0L V10              | M      | 300    |
| 21              | GT     | 89  | Chamberlain-Synergy Motorsport | Bob Berridge Michael Caine Chris Stockton             | TVR Tuscan T400R          | TVR Speed Six 4.0L I6          | D      | 300    |
| 22              | GT     | 96  | Chamberlain-Synergy Motorsport | Lawrence Tomlinson Nigel Greensall Gareth Evans       | TVR Tuscan T400R          | TVR Speed Six 4.0L I6          | D      | 291    |
| 23              | GT     | 75  | Thierry Perrier                | Ian Khan Nigel Smith Tim Sugden                       | Porsche 911 GT3 RS        | Porsche 3.6L Flat-6            | D      | 283    |
| 24              | LMP1   | 20  | Lister Racing                  | John Nielsen Casper Elgaard Jens Møller               | Lister Storm LMP          | Chevrolet LS1 6.0L V8          | D      | 279    |
| 25              | LMP2   | 32  | Intersport Racing              | William Binnie Clint Field Rick Sutherland            | Lola B2K/40               | Judd KV675 3.4L V8             | P      | 278    |
| 26              | LMP2   | 24  | Rachel Welter                  | Yōjirō Terada Patrice Roussel Olivier Porta           | WR LM2004                 | Peugeot 2.0L Turbo I4          | M      | 270    |
| Nicht klassiert |        |     |                                |                                                       |                           |                                |        |        |
| 27              | GT     | 80  | Morgan Works Race Team         | Adam Sharpe Neil Cunningham Steve Hyde                | Morgan Aero 8R            | BMW B44 Mader 4.5L V8          | Y      | 222    |
| Ausgefallen     |        |     |                                |                                                       |                           |                                |        |        |
| 28              | LMP1   | 16  | Racing for Holland             | Tom Coronel Justin Wilson Ralph Firman                | Dome S101                 | Judd GV4 4.0L V10              | D      | 313    |
| 29              | LMP1   | 17  | Pescarolo Sport                | Sébastien Bourdais Nicolas Minassian Emmanuel Collard | Pescarolo C60             | Judd GV5 5.0L V10              | M      | 282    |
| 30              | LMP1   | 25  | Ray Mallock Ltd.               | Thomas Erdos Mike Newton Nathan Kinch                 | MG-Lola EX257             | MG AER XP20 2.0L Turbo I4      | D      | 256    |
| 31              | LMP1   | 6   | Rollcentre Racing              | Martin Short Rob Barff João Barbosa                   | Dallara SP1               | Judd GV4 4.0L V10              | D      | 230    |
| 32              | GT     | 87  | Orbit Racing                   | Leo Hindery Marc Lieb Mike Rockenfeller               | Porsche 911 GT3-RS        | Porsche 3.6L Flat-6            | M      | 223    |
| 33              | LMP1   | 9   | Kondō Racing                   | Hiroki Katō Ryō Fukuda Ryō Michigami                  | Dome S101                 | Mugen MF408S 4.0L V8           | Y      | 206    |
| 34              | GTS    | 62  | Barron Connor Racing           | Mike Hezemans Ange Barde Jean-Denis Delétraz          | Ferrari 575 GTC           | Ferrari F133 6.0L V12          | P      | 200    |
| 35              | LMP1   | 22  | Zytek Engineering Ltd.         | Andy Wallace David Brabham Hayanari Shimoda           | Zytek 04S                 | Zytek ZG348 3.4L V8            | M      | 167    |
| 36              | GTS    | 61  | Barron Connor Racing           | John Bosch Danny Sullivan Thomas Biagi                | Ferrari 575 GTC           | Ferrari F133 6.0L V12          | P      | 163    |
| 37              | GT     | 83  | Seikel Motorsport              | Gabrio Rosa Peter van Merksteijn Alex Caffi           | Porsche 911 GT3-RS        | Porsche 3.6L Flat-6            | Y      | 148    |
| 38              | LMP2   | 36  | Gerard Welter                  | Tristan Gommendy Jean-Bernard Bouvet Bastien Brière   | WR LM2004                 | Peugeot ES9J4S 3.4L V6         | M      | 137    |
| 39              | GT     | 70  | JMB Racing                     | Jean-René de Fournoux Jaime Melo Stéphane Daoudi      | Ferrari 360 Modena GTC    | Ferrari F131 3.6L V8           | M      | 133    |
| 40              | LMP2   | 31  | Courage Compétition            | Alexander Frei Sam Hancock Jean-Marc Gounon           | Courage C65               | Willman JPX 3.4L V6            | M      | 127    |
| 41              | LMP2   | 35  | Epsilon Sport                  | Renaud Derlot Gunnar Jeannette Gavin Pickering        | Courage C65               | Willman JPX 3.4L V6            | M      | 124    |
| 42              | LMP1   | 29  | Noël del Bello Racing          | Bruno Besson Sylvain Boulay Jean-Luc Maury-Laribière  | Reynard 2KQ               | Volkswagen HPT16 2.0L Turbo I4 | M      | 122    |
| 43              | LMP2   | 37  | Paul Belmondo Racing           | Paul Belmondo Claude-Yves Gosselin Marco Saviozzi     | Courage C65               | Willman JPX 3.4L V6            | M      | 80     |
| 44              | GT     | 86  | Freisinger Motorsport          | Alexey Vasilyev Nikolai Fomenko Robert Nearn          | Porsche 911 GT3-RSR       | Porsche 3.6L Flat-6            | D      | 65     |
| 45              | LMP1   | 11  | Panoz Motor Sports             | Patrick Bourdais Jean-Luc Blanchemain Roland Bervillé | Panoz Elan GTR1           | Élan 6L8 6.0L V8               | M      | 54     |
| 46              | LMP1   | 10  | Taurus Sports Racing           | Phil Andrews Calum Lockie Anthony Kumpen              | Lola B2K/10               | Caterpillar 5.0L Turbo V10     | D      | 35     |
| 47              | LMP1   | 27  | Intersport Racing              | Jon Field Duncan Dayton Larry Connor                  | Lola B01/60               | Judd XV675 3.4L V8             | G      | 29     |
| 48              | GT     | 78  | PK Sport Ltd.                  | Jim Matthews David Warnock Paul Daniels               | Porsche 911 GT3-RS        | Porsche 3.6L Flat-6            | D      | 27     |

### Nur in der Meldeliste
Hier finden sich Teams, Fahrer und Fahrzeuge die ursprünglich für das Rennen gemeldet waren, aber aus den unterschiedlichsten Gründen daran nicht teilnahmen.
| Pos. | Klasse | Nr. | Team                           | Fahrer                                                                           | Chassis                   | Motor                 | Reifen |
| ---- | ------ | --- | ------------------------------ | -------------------------------------------------------------------------------- | ------------------------- | --------------------- | ------ |
| 49   | LMP1   | 3   | Arena International Motorsport | Stefan Johansson                                                                 | Dome S101                 | Mugen MF408S 4.0L V8  |        |
| 50   | LMP1   | 7   | Spinnaker Clandesteam          | Riccardo Agusta Almo Coppelli Sylvain Boulay                                     | Dallara SP1               | Judd GV4 4.0L V10     |        |
| 51   | LMP2   | 33  | Courage Compétition            | Marc Goossens Jean-Philippe Belloc Alexander Frei                                | Courage C65               | Willman JPX 3.4L V6   |        |
| 52   | LMP2   | 34  | Epsilon Sport                  | Lucas Lasserre Xavier Pompidou Jean-Christophe Boullion Jesús Diez de Villarroel | Courage C65               | Willman JPX 3.4L V6   |        |
| 53   | GTS    | 59  | Konrad Motorsport              | Franz Konrad                                                                     | Saleen S7-R               | Ford 7.0L V8          |        |
| 54   | GTS    | 60  | Force One Racing               | David Hallyday Anthony Kumpen Bruno Besson                                       | Pagani Zonda              | Mercedes-AMG 7.0L V12 |        |
| 55   | GTS    | 67  | Care Racing                    |                                                                                  | Ferrari 550 GTS Maranello | Ferrari F133 5.9L V12 |        |
| 56   | GTS    | 68  | BMS Scuderia Italia            | Fabrizio Gollin Luca Cappellari                                                  | Ferrari 550 GTS Maranello | Ferrari F133 5.9L V12 |        |
| 57   | GT     | 95  | Risi Competizione              | Ralf Kelleners Anthony Lazarro Matteo Bobbi                                      | Ferrari 360 Modena GTC    | Ferrari F131 3.6L V8  |        |
| 58   | GTS    | 99  | XL Racing                      | Olivier Pla Jean-Philippe Belloc Jean-Christophe Ravier                          | Ferrari 550 GTS Maranello | Ferrari F133 5.9L V12 |        |
| 59   | GTS    |     | DAMS Racing                    |                                                                                  | Ferrari 550 GTS Maranello | Ferrari F133 5.9L V12 |        |
| 60   | GTS    |     | DAMS Racing                    |                                                                                  | Ferrari 550 GTS Maranello | Ferrari F133 5.9L V12 |        |
| 61   | GTS    |     | Graham Nash Motorsport         |                                                                                  | Saleen S7-R               | Ford 7.0L V8          |        |
| 62   | GT     |     | Alex Job Racing                |                                                                                  | Porsche 996 GT3-RSR       | Porsche 3.6L Flat-6   |        |
| 63   |        |     | Autocon Motorsports            |                                                                                  | Riley & Scott Mk IIIC     | Lincoln 5.0L          |        |
| 64   | GT     |     | JMB Racing                     |                                                                                  | Ferrari 360 Modena GTC    | Ferrari F131 3.6L V8  |        |
| 65   |        |     | Automotive Durango             |                                                                                  | Durango LMP1              | Judd GV5 5.0L V10     |        |
| 66   |        |     | Courage Compétition            |                                                                                  | Courage C60               | Judd GV5 5.0L V10     |        |
| 67   | GT     |     | Noël Del Bello Racing          |                                                                                  | Porsche 996 GT3-RSR       | Porsche 3.6L Flat-6   |        |
| 68   |        |     | Lucchini Engineering           |                                                                                  | Lucchini LMP2-04          | Judd XV675 3.4L V8    |        |
| 69   |        |     | PiR Compétition                |                                                                                  | Pilbeam MP91              | Willman JPX 3.4L V6   |        |
| 70   |        |     | Rand Racing                    |                                                                                  | Lola B2K/40               | Nissan 3.0L V6        |        |
| 71   |        |     | Rand Racing                    |                                                                                  | Lola B2K/40               | Nissan 3.0L V6        |        |
| 72   |        |     | Creation Autosportif           | Jamie Campbell-Walter Nicolas Minassian                                          | DBA 03S                   | Zytek ZG348 3.4L V8   |        |
| 73   |        |     | Team Jota                      | Sam Hignett John Stack Collini                                                   | Zytek 04S                 | Zytek ZG348 3.4L V8   |        |
| 74   |        |     | RSR Racing                     |                                                                                  | TVR Tuscan T400R          | TVR Speed Six 4.0L I6 |        |
| 75   | GT     |     | T2M Motorsport                 |                                                                                  | Porsche 996 GT3-RS        | Porsche 3.6L Flat-6   |        |
| 76   | GT     |     | RMS                            |                                                                                  | Porsche 996 GT3-RSR       | Porsche 3.6L Flat-6   |        |

### Klassensieger
| Klasse | Fahrer         | Fahrer           | Fahrer          | Fahrzeug                | Platzierung im Gesamtklassement |
| ------ | -------------- | ---------------- | --------------- | ----------------------- | ------------------------------- |
| LMP1   | Seiji Ara      | Rinaldo Capello  | Tom Kristensen  | Audi R8                 | Gesamtsieg                      |
| LMP2   | William Binnie | Clint Field      | Rick Sutherland | Lola B2K/40             | Rang 25                         |
| GTS    | Oliver Gavin   | Olivier Beretta  | Jan Magnussen   | Chevrolet Corvette C5-R | Rang 6                          |
| GT     | Sascha Maassen | Jörg Bergmeister | Patrick Long    | Porsche 911 GT3-RSR     | Rang 10                         |

### Renndaten
- Gemeldet: 76
- Gestartet: 48
- Gewertet: 26
- Rennklassen: 4
- Zuschauer: 200.000
- Ehrenstarter des Rennens: unbekannt
- Wetter am Rennwochenende: heiß und trocken
- Streckenlänge: 13,650 km
- Fahrzeit des Siegerteams: 24:00:55.345 Stunden
- Runden des Siegerteams: 379
- Distanz des Siegerteams: 5169,970 km
- Siegerschnitt: 215,415 km/h
- Pole-Position: Johnny Herbert – Audi R8 (#88) – 3:32.838 = 230,880 km/h
- Schnellste Rennrunde: Jamie Davies – Audi R8 (#88) – 3:34.264 = 229,343 km/h
- Rennserie: zählte zu keiner Rennserie